# Вайнгартен, Пауль
Пауль Вайнгартен (нем. Paul Weingarten; 20 апреля 1886, Брно — 11 апреля 1948, Вена) — австрийский пианист и музыкальный педагог.
Окончил Венскую академию музыки, ученик Эмиля фон Зауэра (фортепиано) и Роберта Фукса (теория). Одновременно изучал музыковедение в Венском университете под руководством Гвидо Адлера, в 1910 г. защитил докторскую диссертацию.
Концертировал в Австрии и за её пределами с такими дирижёрами, как Бруно Вальтер и Оскар Недбал. В 1932 г. впервые исполнил Третью сонату Эриха Вольфганга Корнгольда.
С 1921 г. преподавал в Венской академии музыки (в 1930-е гг. в отпочковавшейся от неё Высшей профессиональной школе музыки и театра), среди его учеников Мура Лимпани, Енё Такач, Петер Штадлен, Николас Гольдшмидт, Галя Левицкая, Тарас Микиша, Роланд Раупенштраух, Виктор Урбанчич. В 1932 г. входил в жюри II Международного конкурса пианистов имени Шопена.
Аншлюс застал Вайнгартена на гастролях за пределами Австрии, и он решил не возвращаться в страну. В годы Второй мировой войны преподавал в Японии в Токийской школе музыки. Вернулся в Австрию в 1945 году, в декабре выступил с Венским филармоническим оркестром (дирижёр Феликс Прохаска), вновь преподавал в Венской академии музыки, среди его последних учеников Ингрид Хеблер. В 1947 г. выступал на Зальцбургском фестивале в программе «Современные австрийские мастера».
Был женат (с 1936 г.) на Анне Марии Йозефе Элизабет Баттяни-Штратман, дочери Ласло Баттяни-Штратмана.